# Sternberg Peak
Sternberg Peak är en bergstopp i Antarktis. Den ligger i Östantarktis. Australien gör anspråk på området. Toppen på Sternberg Peak är 1 300 meter över havet, eller 85 meter över den omgivande terrängen. Bredden vid basen är 0,61 km.
Terrängen runt Sternberg Peak är huvudsakligen kuperad, men söderut är den bergig. Trakten är obefolkad. Det finns inga samhällen i närheten. 